# 移動城市1：致命引擎
《移動城市1：致命引擎》（英語：Mortal Engines）是菲利普·雷夫奇幻文學系列《移動城市系列》的首部曲，於2001年出版。

## 殊榮
- 2002年Nestle Smarties Book Prize
- 2007年星雲賞海外部門長篇作品[1]

## 改編作品
改編電影《移動城市：致命引擎》於2018年12月上映，紐西蘭和美國合拍的科幻冒險片，由克利斯汀·瑞佛斯執導，法蘭·華許、菲利帕·鮑恩斯和彼得·傑克森共同撰寫劇本。電影改編自菲利普·雷夫的同名小說，故事主要描述在未來的世界，人們依靠著移動城市來相互爭鬥，以爭奪世上剩餘的資源。由赫拉·希爾馬、羅伯特·席安、智海、蕾拉·喬治（Leila George）、羅南·拉夫特瑞、雨果·威明和史蒂芬·朗主演。
《移動城市：致命引擎》於2018年11月27日在英國倫敦進行全球首映禮，並於2018年12月14日在美國上映。

## 外部連結
- 作者菲利普·雷夫官網 （页面存档备份，存于）（英文）
- Mortal Engines的馆藏信息（WorldCat在线联合目录）<